# Podargidae
Ordre
Famille
Les Podargidae (ou podargidés en français) sont une famille d'oiseaux constituée de 3 genres et de 16 espèces existantes de podarges.

## Description
Les podarges sont des oiseaux nocturnes trapus, petits à grands (19 à 60 cm), au bec large et fort. Leurs pattes sont courtes, et ils adoptent une attitude dressée quand ils se perchent.

## Habitats et répartition
On les trouve en Asie du Sud-Est et en Australasie, où ils vivent surtout dans les forêts et les régions arborées, plusieurs espèces étendant leur aire de répartition dans la savane boisée ou les broussailles sèches. Ils fréquentent principalement les régions de basse altitude, quelques espèces atteignant 2250 m.

## Systématique
Des études d'hybridation ADN-ADN ont suggéré que les deux groupes de podarges ne sont peut-être pas aussi étroitement liés qu'on le pensait auparavant, et que l'espèce asiatique pourrait être séparée en une nouvelle famille, les Batrachostomidae,. Bien que les podarges aient été autrefois inclus dans l'ordre des Caprimulgiformes, une étude de 2019 a estimé la divergence entre Podargus et Batrachostomus entre 30 et 50 millions d'années et formaient un clade bien séparé des engoulevents et étant un groupe frère des martinets, des colibris et des engoulevents-chevêches. Le nom Podargiformes proposé en 1918 par Gregory Mathews a été rétabli pour le clade.

### Liste des espèces
D'après la classification de référence (version 5.1, 2015) du Congrès ornithologique international (ordre phylogénique) :
- Podargus Vieillot, 1818 (3 espèces)
  - Podargus ocellatus – Podarge ocellé
  - Podargus papuensis – Podarge papou
  - Podargus strigoides – Podarge gris
- Rigidipenna Cleere et al., 2007 (1 espèce)
  - Rigidipenna inexpectata – Podarge des Salomon
- Batrachostomus Gould, 1838 (12 espèces)
  - Batrachostomus auritus – Podarge oreillard
  - Batrachostomus harterti – Podarge de Hartert
  - Batrachostomus septimus – Podarge des Philippines
  - Batrachostomus stellatus – Podarge étoilé
  - Batrachostomus moniliger – Podarge de Ceylan
  - Batrachostomus hodgsoni – Podarge de Hodgson
  - Batrachostomus poliolophus – Podarge à tête grise
  - Batrachostomus mixtus – Podarge de Bornéo
  - Batrachostomus javensis – Podarge de Java
  - Batrachostomus affinis – Podarge de Blyth
  - Batrachostomus chaseni – Podarge de Palawan
  - Batrachostomus cornutus – Podarge cornu